# 太原地铁
太原地铁，又称太原轨道交通，是中国山西省太原市运营中的城市轨道交通系统，其第一条路线于2020年12月26日开通。使太原成为中国大陆第39座开通地铁的城市，也是华北地区第5座开通地铁的城市，山西省第1座开通地铁的城市。

## 历史
- 2006年6月5日，太原市人民政府发布《太原市城市综合交通规划方案》，第一次提出建设太原地铁。
- 2007年，太原市城乡规划局启动太原地铁线网规划编制工作；9月14日，中国城市规划设计研究院中标太原地铁规划设计项目，开始对太原地铁线路网进行规划设计。
- 2009年，太原制定了轨道交通建设规划，并于2010年上报。[3]
- 2010年12月27日，太原市人民政府批复《太原地铁线网规划》并对外公示。
- 2011年6月，太原轨道交通建设规划正式进入国家审批程序，并于2012年3月通过国家住建部审查。[4]
- 2012年5月10日，太原市轨道交通发展有限公司成立。9月5日，《太原市城市轨道交通近期建设规划（2012－2018年）》获国家发改委批准。[5]
- 2013年11月2日，太原地铁2号线首开段开工[6]。
- 2016年3月11日，太原地铁2号线一期工程全线开工建设，计划2020年9月开始空载试运行，年底开始初期运营[7] [8]。
- 2019年12月30日，太原地铁1号线开工[9]。
- 2020年12月26日，太原地铁2号线开通试运营[10]。
- 2022年1月6日，太原地铁实际控制公司由太原市轨道交通发展有限公司更名为太原轨道交通集团有限公司[11]。
- 2025年2月22日10:30，太原地铁1号线开通。[12]
- 2025年5月25日12:00，太原地铁2号线化章西街站启用。

## 运营线路
|          |          |                |               |                |                  |          |                   |          |                           |  |
| 线路名称 | 线路名称 | 首段开通日期   | 最近延伸日期  | 起点站／终点站 | 起点站／终点站   | 车站数目 | 运营长度 （公里） | 车型编组 | 车辆段 / 停车场           |  |
|          | █ 1号线  | 2025年2月22日  | -             | 河龙湾         | 武宿1号2号航站楼 | 24       | 28.737            | 6A       | 西山停车场 马练营车辆基地 |  |
|          | █ 2号线  | 2020年12月26日 | 2025年5月25日 | 尖草坪         | 西桥             | 23       | 23.647            | 6A       | 贾家寨车辆基地            |  |
| 总计     | 总计     | 总计           | 总计          | 总计           | 总计             | 47       | 52.384            |          |                           |  |

### 1号线
太原地铁1号线一期工程全长28.737公里，设站24座，於2025年2月22日开通运营。

### 2号线
太原地铁2号线一期工程北起尖草坪站，向南穿越太原主城区及新城区，至终点站西桥站。2号线一期工程全长23.647公里，全部为地下线，设车站23座，投资208.64亿元。2号线一期工程于2013年11月2日开工。
2016年3月11日，太原地铁2号线正式全线开工建设。2018年11月25日，太原地铁顺利完成盾构穿越迎泽湖施工。2019年，太原地铁2号线已经基本实现了“洞通”，2019年底实现全线“电通”，2020年9月开始空载试运行，2020年12月26日开通运营。

## 规划线路

### 近期规划
2022年09月26日，太原市住建局发布了《太原市城市轨道交通第二期建设规划（2023-2028年）》，包括1号线二期、3号线一期工程，共计2个项目，总规模约33.35公里，总投资约270.9亿元。

#### 1号线二期工程
- 1号线二期工程，由一期武宿机场T2航站楼起，向东南延伸至T3航站楼，线路长度1.85km，共设1站1区间，车辆选用A型车，投资约11.96亿元。

#### 3号线一期工程
- 3号线一期工程，是市区骨干线路，连接了河西各片区、太原南站交通枢纽等重点区域。线路北起柴村，经金桥西街、和平北路、和平南路等向东终至东峰，全长31.5km，设25座车站、1座车辆段、1座停车场，车辆拟选用A型车，投资约258.94亿元。

### 远期规划
《太原市城市轨道交通线网规划》（2022版）于2022年12月8日获太原市人民政府批复，分为远期规划和远景规划。
其中：远期规划年限至2035年，重点范围为太原市中心城区；远景规划年限至2050年，规划范围为太原市全域范围。

#### 远期线网
2035年远期线网规划共由11条线组成，线网总规模约373.2km，其中换乘车站36座。线网整体呈棋盘网“十横七纵”形态，契合太原市总体空间布局。分为市区和市域两个功能层次，其中1~6号线为市区线，7、8、R1~R3线为市域线。

#### 远景线网
2050年远景线网由13条线路组成，总长484.3km，其中换乘站52座。线网呈“十二横八纵”形态布置，由市区和市域两个层次的网络组成，其中1~6号线为市区线，7~9、R1~R3线为市域线。

## 设施

### 运行系统

#### 控制中心
截至2022年1月，太原地铁全网共有1处控制中心，为太原地铁控制中心，位于龙城大街以北、长治路以东。

#### 行车系统
太原地铁2号线采用全自动无人驾驶系统运营列车，以提高地铁安全性、可靠性和运营效率，进一步降低运营成本。

## 票务政策

### 票制票价
太原市轨道交通采用里程分段计价票制，起步价2元可乘坐5公里，5公里以上部分，票价每增加1元的晋级里程为5，5，6，6，7公里，不设置封顶票价。

### 车票
1.单程票：限发售当日在购票车站单人、单次进站乘车使用，出站时回收车票。
2.纸质二维码单程票：每次乘车前须在售票机上或客服中心购买后，通过闸机扫描设备识别成功后进、出站，限发售当日在购票车站单人、单次进站乘车使用。
3.人脸单程票：每次乘车前须在售票机上或客服中心购买后，在闸机上方通过人脸识别成功后进、出站，限发售当日在购票车站单人、单次进站乘车使用。
4.五折单程票：限身高130厘米以上的学龄前儿童(成年人乘客携带身高130厘米以下儿童超过1名时，按超出人数购买)购票使用，由车站客服中心进行发售，在发售当日当站有效，限本人单次使用，出站时回收车票。
5.福利票：限免费乘车人群使用，凭本人有效证件至客服中心换领。在发售当日有效，限本人单次使用，出站时回收车票。
6.储值卡：具有储值功能，可反复充值的车票，进、出车站均需刷闸使用，出站时车票不回收。票卡余额上限500元。
（1）地铁卡：任意人员均可购买，限一人一卡进、出站刷闸使用，使用时享有9折优惠。
（2）学生卡：仅限符合优惠政策人群凭有效证件购买，限本人持卡进、出站刷闸使用，使用时享有5折优惠。
7.计次纪念票：票卡内赋予固定的乘次，在有效期内可乘坐轨道交通线路，刷卡出站，票卡不回收，过期不再具备乘车功能，票卡不可充值重复使用。
8.二维码电子票：二维码电子票需在太原市轨道交通官方指定APP中，由乘客完成注册和绑定支付方式后生成，通过闸机扫描设备识别成功后进、出站，出站后扣费。
9.人脸电子票：人脸电子票需在太原市轨道交通官方指定APP中开通人脸功能后使用，在闸机上方通过人脸识别成功后进、出站，出站后扣费。
10.满足轨道交通相应技术标准的外部卡，可在太原市轨道交通范围内使用，使用时需满足太原市轨道交通车票使用要求，其他使用规则请参见发行方有关要求。

### 优惠政策
1.持地铁卡刷卡实行9折优惠。
2.65周岁及以上老人、现役军人、烈士遗属等抚恤优抚对象人群、残疾人，凭本人有效证件免费乘车。
3.每名成年人可以免费携带1名身高不足130厘米的儿童乘车，超过1名的儿童按超过人数购票，实行5折优惠。
4.太原市学生（包括本市小学、初中、普通高中、普通中专、职业中专、职业高中、除技师学院的技工学校）凭有效证件办理学生卡和身高130厘米以上的学龄前儿童乘车，实行5折优惠。
5.市委、市政府规定的其他优惠政策。

## 太原地铁标志

### 第一版
原太原地铁标志在，以太原凌霄双塔为基础用蓝色背景衬托双塔象征太原，后被因网民指出标志中双塔的螺纹外形和蓝白配色让人联想两个安全套，而在网络等媒体受到各种负面评价，甚至有网民评价其为“中国最丑轨道交通标志”，在2016年的太原市政协十二届五次会议上太原市政协委员卫虎林提议应立即停止使用该标识，以消除对太原的负面评价影响，更换标志的进程由此开始。

### 第二版
2018年3月12日上午，太原市轨道交通发展有限公司在会议室召开了太原地铁标志启用新闻发布会，正式对外宣布启用“太原地铁”全新标志以及车站导向标识设计。

## 统计

### 年客流量
截至2021.12.23，太原地铁客流量为3800万人次（开通一周年）
截至2022.12.26，太原地铁客流量为6863万人次（开通两周年）
截至2023.12.26，太原地铁客流量为1.1亿人次（开通三周年）
截至2024.12.26，太原地铁客流量为1.6亿人次（开通四周年）
- 2020年，太原地铁客运量为89万人次。（开通4天）

- 2021年，太原地铁客运量为3918.9万人次[25]。

- 2022年，太原地铁客运量为2886.6万人次。
- 2023年，太原地铁客运量为4382.4万人次[26]。
- 2024年，太原地铁客运量为4820.3万人次。[27]

### 日客流量
2021年1月1日，太原地铁单日客流21.61万人次。
2023年4月30日，太原地铁单日客流16.24万人次，五一假期期间总进站客流70.96万人次。
2024年12月31日，在“地铁跨年延时运营+跨年活动+节假日”等因素叠加效应的带动下，太原地铁2号线至当个运营日结束后客流总量达到25.25万人次，新年伊始打破了由2021年1月1日实现的21.61万人次的历史记录，达到了历史新高。地铁沿线多个大型商圈、购物广场均举办了跨年活动，受活动影响，全线客流均出现了明显涨幅，其中临近钟楼街、万达、长风等商圈的地铁大北门站、府西街站、开化寺街站、大南门站、长风街站等出站客流量接近或超过2万人次；出站客流前三的车站分别为：长风街站26053人次，开化寺街站20624人次，府西街站19100人次。